# Период на воюващите държави
Периодът на воюващите държави (на китайски: 战国时代) в китайската история обхваща годините от 475 до 221 г. пр.н.е. и се характеризира както с войни, така и с бюрократични и военни реформи и консолидация. Той следва периода „Пролети и есени“ и завършва с войните на Цин за обединение, които анексират всички останали държави и в крайна сметка водят до победа за Цин през 221 г. пр.н.е. като първата обединена китайска империя, станала известна под името Династия Цин. Името на периода произлиза от труда „Джан Гуо Цъ“ (Стратегии на воюващите държави), съставен от ранната династия Хан.
Макар различни учени да споменават различни дати, от 481 до 403 г. пр.н.е. като начало на този период, датата на Сима Циен, 475 г. пр.н.е., е най-често цитираната. Периодът на воюващите държави се застъпва с втората половина на по-големия период Източна Джоу. Все пак, по това време китайският суверен (владетелят на Джоу) управлява само символично на фона на воюващите държави. Периодът започва, когато васалните държави на Джоу започват една по една обявяват независимост. Джоу рухва и оставя след себе си над сто малки държавици, които към 334 г. пр.н.е. се консолидират в седем мощни владения: Цин, Ци, Чу, хан, Йен, Джао, и Уей. От тях най-влиятелни и с най-голяма територия са Чу и Цин, но всяка държава е достатъчно голяма, че да не може да бъде покорена лесна от която и да е друга. Благодарение на Шан Ян, в периода 246 – 230 г. пр.н.е. държавата Цин натрупва голяма армия и се превръща в най-мощната и най-безпощадна държава в региона. Периодът приключва, когато Цин в края на краищата покорява останалите държави.
Това е един от най-плодородните и влиятелни периоди в китайската история. През него не само се появяват много велики философи като Мъндзъ и Сюн Куан, ами се основават и много правителствени структури и културни модели, които характеризират Китай през следващите 2000 години.
- Воюващите държави, ок. 260 г. пр.н.е.
- Обединението на Цин в периода 230 – 211 г. пр.н.е.
- Един железен и два бронзови меча от периода на воюващите държави.